# Massacro di Wounded Knee
Il massacro di Wounded Knee, conosciuto anche come battaglia di Wounded Knee, è il nome con cui è passato alla storia un eccidio di Miniconjou, un gruppo di Sioux Lakota, da parte dell'esercito degli Stati Uniti d'America, avvenuto nell'ambito delle guerre sioux e commesso il 29 dicembre 1890 nella valle del torrente Wounded Knee.

## Storia
Negli ultimi giorni del dicembre 1890, la tribù di Miniconjou guidata da Piede Grosso, alla notizia dell'assassinio di Toro Seduto, partì dall'accampamento sul torrente Cherry per recarsi a Pine Ridge, sperando nella protezione di Nuvola Rossa.
Il 28 dicembre furono intercettati da quattro squadroni di cavalleria del Settimo Reggimento, guidato dal maggiore Samuel Whitside, che aveva l'ordine di condurli in un accampamento di cavalleria sul Wounded Knee. 120 uomini e 230 tra donne e bambini furono portati sulla riva del torrente, accampati e circondati da due squadroni di cavalleria e sotto tiro di due mitragliatrici.
Il comando delle operazioni fu preso dal colonnello James Forsyth e l'indomani gli uomini di Piede Grosso, ammalato gravemente a causa di una polmonite, furono disarmati. Coyote Nero, un giovane Miniconjou sordo, tardò a deporre la sua carabina Winchester: venne circondato dai soldati e, mentre deponeva l'arma, partì un colpo a cui fece seguito un massacro indiscriminato. Il campo venne falciato dalle mitragliatrici e i morti accertati furono 153. Secondo una stima successiva, dei 350 Miniconjou presenti ne morirono quasi 300.
Venticinque soldati furono uccisi, alcuni forse vittime accidentali dei loro compagni. Dopo aver messo in salvo i soldati feriti, un distaccamento tornò sul campo, dove furono raccolti 51 nativi ancora vivi, 4 uomini e 47 tra donne e bambini. Trasportati a Pine Ridge, furono in seguito ammassati in una chiesetta ove (era periodo natalizio) si poteva leggere la scritta:
A Wounded Knee, sul cartello rosso dove si può leggere la storia del massacro, è riportata la scritta Massacre of Wounded Knee. La scritta massacre (massacro) venne aggiunta sopra la vecchia scritta Battle (battaglia) in quanto inizialmente venne dato il nome di battaglia di Wounded Knee e, spesso, viene tuttora riportata e ricordata come ultimo scontro armato tra nativi e Governo.

## Influenze culturali
Sia autori letterari sia compositori musicali hanno realizzato opere che, in qualche passaggio o nella loro interezza, citano o trattano di questo massacro che è sicuramente uno dei maggiori compiuti contro i nativi americani durante le guerre per la conquista dei loro territori.
Si ricordano qui:
- la canzone Big Foot, di Johnny Cash, nell'album America: A 200-Year Salute in Story and Song
- la canzone We Were All Wounded at Wounded Knee, di RedBone
- la canzone Ghost Dance, di Robbie Robertson e The Red Road Ensemble
- la canzone Hoka Hey, di Davide Van De Sfroos
- la canzone Gringo '91 e Gringo '94, di Luciano Ligabue
- la canzone Wounded Knee 1890, di Sköll
- la canzone All Are Equal For The Law della Banda Bassotti
- la canzone Gwaed Ar Yr Eira Gwyn (Sangue sulla neve bianca) di Tecwyn Ifan
- la canzone Wounded Knee, dei Primus
- il brano Dakota di Jacob de Haan
- il brano Wounded Knee di Luciano Feliciani;
- il libro Seppellite il mio cuore a Wounded Knee, di Dee Brown
- la canzone American Ghost Dance dei Red Hot Chili Peppers
- la canzone Avalanche di Prince, all'interno dell'album One Nite Alone... Live! (2002)
- la canzone Spirit Horse Of The Cherokee dei Manowar, all'interno dell'album The Triumph Of Steel (1992)
- il libro Alce Nero Parla di John Neihardt (1960)
- l'album Bury My Heart at Wounded Knee dei Gila (1973)
- il film televisivo L'ultimo pellerossa (2007)
- il film Oceano di fuoco - Hidalgo (2004) di Joe Johnston
- il videogioco BioShock Infinite di Irrational Games
- l'episodio La grande ferita del fumetto franco-belga Black Hills di Yves Swolfs e Marc-Renier
- la canzone Creek Mary's Blood del gruppo finlandese Nightwish (feat. John Two-Hawks), inserito nell'album Once del 2004
- la canzone Wounded Knee di Giorgio Canali & Rossofuoco.

## La questione delle medaglie d'onore
In occasione della campagna militare del 1890 in cui avvenne il massacro, vennero insigniti venti soldati che vi avevano partecipato della medaglia d'onore, la massima onorificenza conferita dall'esercito degli Stati Uniti d'America. Nel 2001 il Congresso Nazionale degli Indiani d'America emanò due risoluzioni che condannavano la consegna di queste medaglie, soprannominate da alcuni attivisti le "medaglie del disonore".
Nel giugno del 2019 una rappresentanza di nove nativi lakota, tra cui diversi discendenti dei sopravvissuti al massacro, si è recata al Campidoglio per chiedere nuovamente la revoca delle venti medaglie d'onore (Remove the Stain Act).